# Evangelische Pfarrkirche Siget in der Wart

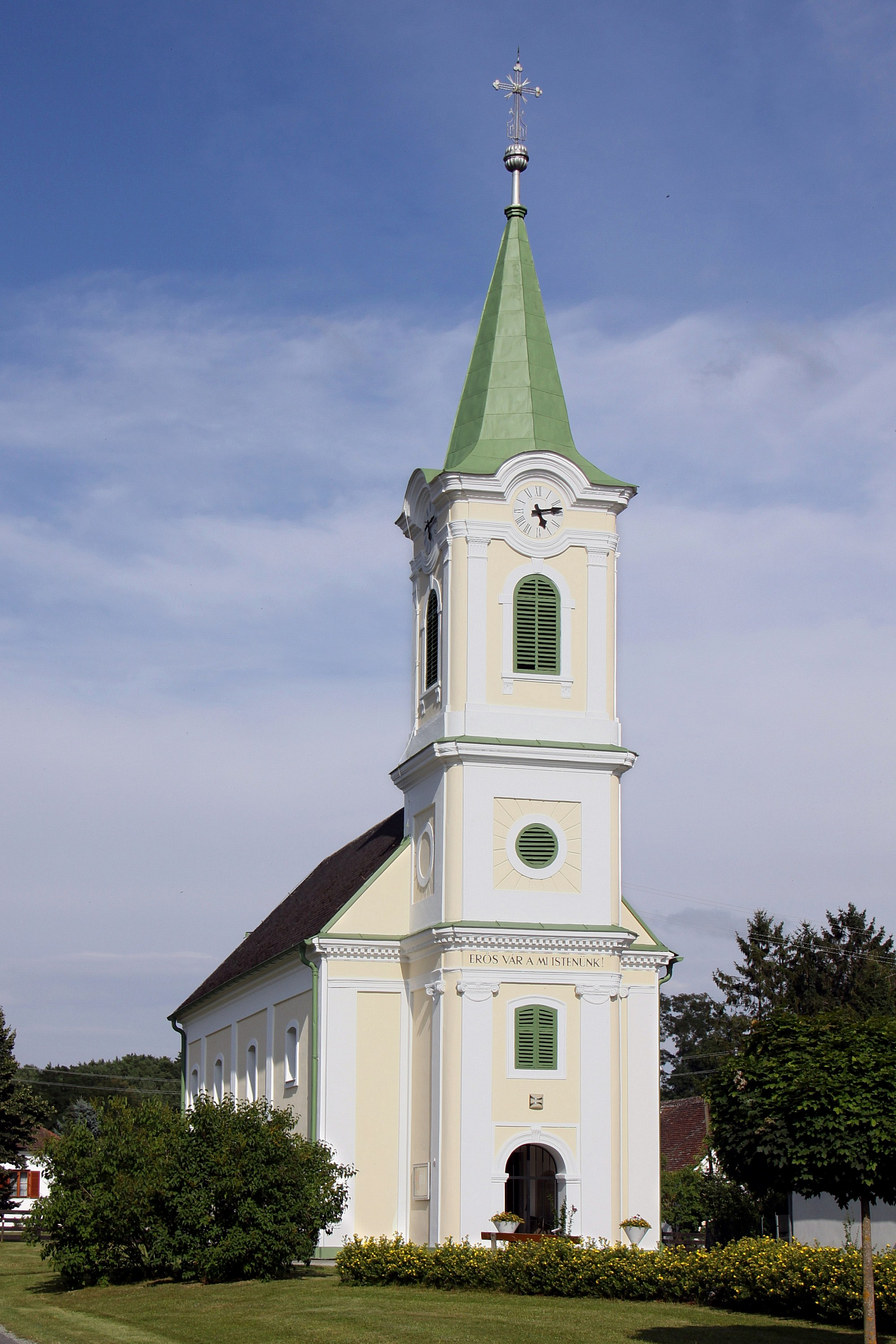
Evangelische Pfarrkirche in Siget in der Wart

Die evangelisch-lutherische Pfarrkirche Siget in der Wart A. B. steht im Dorf Siget in der Wart in der Marktgemeinde Rotenturm an der Pinka im Bezirk Oberwart im Burgenland. Die Pfarrkirche gehört zur Superintendentur A. B. Burgenland und steht unter Denkmalschutz.

## Geschichte
Das Toleranzbethaus wurde von 1792 bis 1794 erbaut. Der Turm wurde 1820 angebaut. Das Pfarrhaus auf Nr. 53 ist ein ebenerdiger Bau mit Hoflauben.

## Architektur
Der einfache Kirchenbau schließt flach im Osten ab. Der dreigeschoßige Westturm mit reichem Zierstuck trägt einen Spitzhelm.
Das dreijochige Langhaus mit einem kurzen Chor hat Platzlgewölbe zwischen Gurten auf Pilastern. Die Empore hat keine Stützen.

## Ausstattung
Der klassizistische Kanzelaltar wurde 1800 für die Evangelische Pfarrkirche Stadtschlaining geschaffen und wurde 1820 hierher übertragen.